# Kasteel van Mortefontaine
Het Kasteel van Mortefontaine (Frans: Château de Mortefontaine) is een kasteel in de Franse gemeente Mortefontaine. Het kasteel is een beschermd historisch monument sinds 2004.